# Keum Sae-rok
Keum Sae-rok (금새록?, Geum Sae-rokLR, Kŭm SaerokMR; Daegu, 6 settembre 1992) è un'attrice sudcoreana.
Dopo essere apparsa in numerosi spot televisivi e cortometraggi, nel 2015 ha recitato nel suo primo lungometraggio mainstream, Gyeongseonghakgyo: Sarajin sonyeodeul, e ha ottenuto un più ampio riconoscimento per il suo ruolo nella serie commedia drammatica Yeolhyeolsaje nel 2019, per cui ha vinto il premio di migliore attrice esordiente agli SBS Drama Award.

## Filmografia

### Cinema
- Gyeongseonghakgyo: Sarajin sonyeodeul (경성학교: 사라진 소녀들?), regia di Lee Hae-young (2015)
- Amsal (암살?), regia di Choi Dong-hoon (2015)
- Hae-wohwa (해어화?), regia di Park Heung-sik (2016)
- Deokhye ongju (덕혜옹주?), regia di Hur Jin-ho (2016)
- L'impero delle ombre (밀정?), regia di Kim Ji-woon (2016)
- Han-gang blues (한강블루스?), regia di Lee Mu-young (2016)
- The King (더킹?), regia di Han Jae-rim (2017)
- Dokjeon (독전?), regia di Lee Hae-young (2018)
- Gongjak (공작?), regia di Yoon Jong-bin (2018)
- Our Body (아워 바디?), regia di Han Ka-ram (2018)
- Naranmalssami (나랏말싸미?), regia di Jo Chul-hyun (2019)
- Cabriolet (카브리올레?), regia di Jo Gwang-jin (2024)

### Televisione
- Yeoreo gaji i-yu (여러 가지 이유?) – webserie (2016)
- Gamehoesa yeojig-wondeul (게임회사 여직원들?) – webserie (2016)
- Paparazzi Girlfriend – webserie (2018)
- Gasch-i sallae-yo (같이 살래요?) – serie TV (2018)
- Yeolhyeolsaje (열혈사제?) – serie TV (2019)
- Mister Giganje (미스터 기간제?) – serie TV (2019)
- Modu geugos-e itda (모두 그곳에 있다?) – film TV (2020)
- Joseon gumasa (조선구마사?) – serie TV (2021)
- O-wor-ui cheongchun (오월의 청춘?) – serie TV (2021)
- The Interest of Love (사랑의 이해?) – serie TV (2022-2023)
- Soundtrack #2 (사운드트랙 2?) – serie TV (2023)
- Darimi family (다리미 패밀리?) – serie TV (2024-2025)

## Riconoscimenti
- KBS Drama Award
  - 2021 – Miglior attrice di supporto per O-wor-ui cheongchun[6]
  - 2024 – Premio all'eccellenza, attrice in un drama seriale per Darimi family[7]
  - 2024 – Premio popolarità (attrici) per Darimi family[7]
  - 2024 – Miglior coppia (con Kim Jung-hyun) per Darimi family[7]
- SBS Drama Award
  - 2019 – Miglior attrice esordiente per Yeolhyeolsaje[5]
- SBS Entertainment Award
  - 2021 – Miglior esordiente in un varietà per Paik Jong-won-ui golmoksikdang[8]